# Вьолца Адеми
Вьолца Адеми (на албански: ‪Vjollca Ademi‬, на македонска литературна норма: Вјолца Адеми) е политик от Северна Македония от албански произход.

## Биография
Родена е на 7 януари 1971 година в град Гостивар, тогава в Социалистическа федеративна република Югославия. Завършва Педагогическия факултет на Скопския университет. На 15 юли 2020 година е избрана за депутат от Демократичния съюз за интеграция в Събранието на Северна Македония.